# 黄毛橐吾
黄毛橐吾（学名：Ligularia xanthotricha）为菊科橐吾属的植物，为中国的特有植物。分布在中国大陆的山西、河北等地，生长于海拔1,650米至3,200米的地区，多生于草地、沟边或山坡灌丛，目前尚未由人工引种栽培。